# Principal Park
Le Principal Park (auparavant Sec Taylor Stadium) est un stade de baseball situé à Des Moines dans l'Iowa.
Depuis 1992, c'est le domicile des Iowa Cubs, qui sont une équipe de baseball de niveau Triple-A en Ligue de la côte du Pacifique et affiliés avec les Cubs de Chicago de la Ligue majeure de baseball. Le Principal Park a une capacité de 12 000 places.

## Événements
- Triple-A All-Star Game, 9 juillet 1997

## Dimensions
- Left field (Champ gauche): 335 pieds (102.1 mètres)
- Center field (Champ central): 400 pieds (121.9 mètres)
- Right field (Champ droit): 335 pieds (102.1 mètres)